# Remigia associata
Remigia associata là một loài bướm đêm trong họ Erebidae.